# 1,2,3-Tricloropropà
L'1,2,3-tricloropropà (TCP) és un compost orgànic de la classe dels haloalcans amb la fórmula CHCl(CH2Cl)2. És un líquid incolor amb una olor forta que s'utilitza com a dissolvent industrial i en altres aplicacions especialitzades. És un compost obtingut com a subproducte en la producció dels fumigants dicloropropans i dicloropropens fabricats per l'empresa Shell Chemicals i per Dow Chemical Company.

## Història
A la dècada de 1930, es va descobrir que una barreja de dicloropropans i dicloropropens podria usar-se com a fumigant per controlar nematodes en entorns agrícoles. L'1,2,3-tricloropropà (1,2,3-TCP) no es va incloure deliberadament, sinó que va ser un subproducte de la síntesi d'aquests dicloropropans i dicloropropens.
Per al 2005, els nivells d'1,2,3-TCP s'havien tornat prou alts a l'aigua per justificar una investigació més gran, però l'interès públic generalitzat a Califòrnia no es va despertar fins al març del 2016. Un periodista de recerca va sentir curiositat per una nota al peu de l'informe emès pel seu servei públic local d'aigua. Quan va rebre els resultats de la prova, es va assabentar que els nivells de l'aigua potable eren de 2,2 parts per bilió (ppt), més de 3 vegades l'objectiu de l'Oficina d'Avaluació de Riscos per a la Salut Ambiental de Califòrnia (OEHHA) de 0,7 ppt.

## Estat natural
La presència de l'1,2,3-tricloropropà no és comú al medi ambient (aire, aigua i sòl), però s'ha trobat en baixes concentracions en alguns rius, badies, abastaments d'aigua potable, aigües subterrànies i llocs de deixalles perilloses. Això és perquè l'1,2,3-tricloropropà pot entrar al medi ambient mentre es produeix. Això passa als llocs on s'utilitza per produir o dissoldre altres substàncies o on s'allibera a les deixalles produïdes durant aquests processos. La descàrrega d'aquesta substància als llocs de deixalles perilloses portada a terme en el passat o el seu alliberament durant vessaments i accidents han produït nivells més alts a l'aigua, el sòl i l'aigua subterrània que són a prop d'aquests llocs o incidents.
L'1,2,3-tricloropropà present a l'aire es degrada sota la llum solar. La major part d'aquesta substància que s'allibera a l'aire desapareix en un mes. A l'aigua, la meitat de la substància s'evapora a l'aire en qüestió d'hores o dies. Molt poques quantitats s'adhereixen al fons dels rius, llacs o llacunes i s'anticipa que molt poques quantitats s'acumulen als mariscs. A més, no s'adhereix al sòl i si és vessat a la majoria dels sòls, una part del mateix s'evapora i una altra viatja a través del sòl fins a les aigües subterrànies on pot romandre durant molt de temps. Aquesta substància pot canviar lentament a una forma més simple a l'aigua i el sòl a conseqüència de processos químics i processos biològics naturals.

## Propietats
L'1,2,3-tricloropropà té una massa molecular de 147,43, és incolor, i es presenta en estat líquid a temperatura ambient. El seu punt de fusió és de -14,7 °C i el d'ebullició 156,8 °C, amb una densitat d'1,3888 g/cm³. Posseeix una solubilitat en aigua a 20 °C de 1.750 mg/L, i és soluble en alcohol etílic, alcohols superiors, cloroform, hidrocarburs clorats, èter etílic i benzè.

## Preparació
L'1,2,3-tricloropropà es produeix mitjançant l'addició de clor al clorur d'al·lil. També es pot produir com a subproducte, en la producció d'altres compostos clorats, com l'epiclorhidrina i el dicloropropè.
                                              {\displaystyle {\ce {C3H6 + 3Cl2 -> C3H5Cl3}}} 

## Usos
Històricament, el TCP s'ha utilitzat per eliminar pintura o vernís, agent de neteja i desgreixatge, anestèsic i dissolvent. També es fa servir com a intermedi en la producció d'hexafluoropropilè. És un agent reticulat per a polímers i segelladors de polisulfur. Actualment, el TCP s'usa com a intermedi químic en la producció d'altres productes químics (inclosos polímers líquids de polisulfona i dicloropropè), i en la síntesi d'hexafluoropropilè.
En dècades anteriors, l'any 1980, es feia servir un fumigant del sòl com a pesticides i nematicides als Estats Units que contenia 1,2,3-tricloropropà en petites concentracions. El nom comercial d'aquest compost, principalment format per 1,3-dicloropropè i 1,2-dicloropropà, era DD. Tot i que el DD ja ha estat substituït per un altre compost, el Telone II, aquest darrer manté l'ús d'1,2,3-tricloropropà, ja que conté un 0,17% en pes de TCP.

## Toxicitat
Els humans poden estar exposats al TCP per inhalació dels seus fums o per contacte i ingestió amb la pell. El TCP és reconegut a Califòrnia com a carcinogen humà i estudis extensos en animals han demostrat que provoca càncer. L'exposició a curt termini al TCP pot causar irritació de la gola i els ulls i pot afectar la coordinació i la concentració muscular. L'exposició a llarg termini pot afectar el pes corporal i la funció renal. A més d'irritació a la gola i als ulls.

Toxicitat aguda

Perillós pel medi ambient aquàtic

La substància és nociva per als organismes aquàtics. Aquesta substància pot ser perillosa per al medi ambient; en especial a la contaminació de les aigües subterrànies.

## TCP com a contaminant emergent
El TCP no s'absorbeix fàcilment al sòl en funció del seu baix coeficient de partició de carboni orgànic-aigua del sòl (Koc). En canvi, és probable que es lixiviï ràpidament del sòl a les aigües subterrànies o s'evapori de les superfícies del sòl. Com que el TCP és més dens que l'aigua, als aqüífers d'aigua subterrània, és més probable que es trobi a la interfície amb un estrat de sòl de permeabilitat més baixa i el següent estrat de sòl de baixa permeabilitat més profund. Això fa que el TCP en la seva forma pura sigui un DNAPL (líquid dens en fase no aquosa) i pot ser més difícil de sanejar les aigües subterrànies.
S'ha demostrat que el TCP pateix biodegradació en condicions anaeròbiques mitjançant la decloració reductora per espècies Dehalogenimonas (Dhg). A més, la degradació sol ser més lenta que la d'altres compostos orgànics volàtils. La remediació de TCP en aigües subterrànies es pot produir mitjançant oxidació química in situ, barreres reactives permeables i altres tècniques de remediació. S'han estudiat i aplicat diverses estratègies de correcció de TCP amb diferents graus d'èxit. Aquests inclouen l'extracció amb carbó activat granular, l'oxidació química in situ i la reducció química in situ. Estudis recents suggereixen que la reducció amb metalls zero valents, especialment el zinc zero valent, pot ser particularment eficaç en la remediació de TCP. La bioremediació també pot ser una tècnica de neteja prometedora.